# Savonette

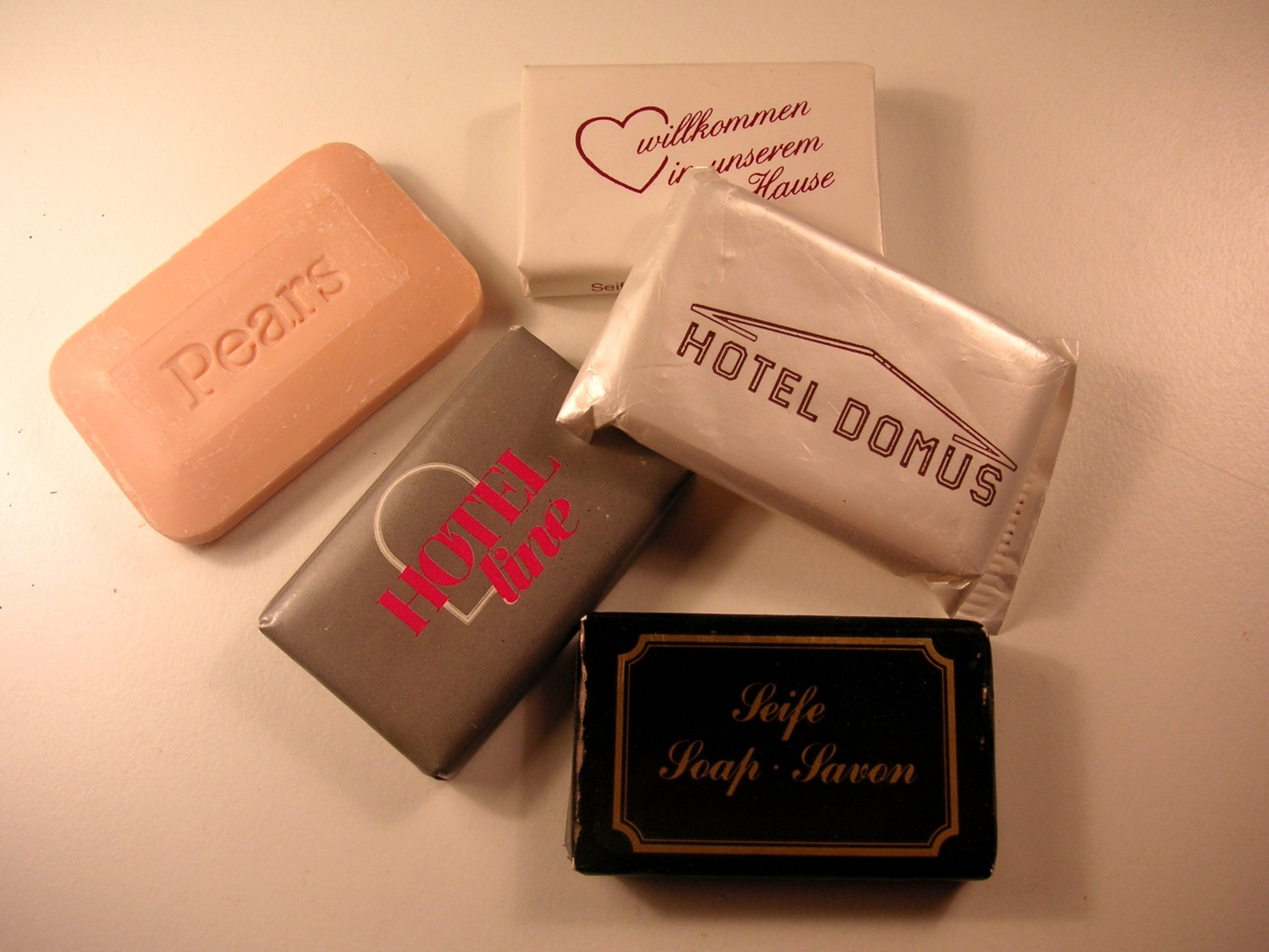
Savonette, hotelltvålar

Savonette är franska och betyder liten tvål. Ordet har använts på två sätt:
- I egentlig betydelse just en liten tvål av "engångstyp". Vanligen av bättre kvalitet och väldoftande. Ursprungligen i rund form, men förekommer även fyrkantig. Finns bland annat på hotell.
- I överförd bemärkelse beteckningen på en speciell konstruktion för fickur, se Fickur.